# Ogólnokształcące Liceum Lotnicze im. Franciszka Żwirki i Stanisława Wigury w Dęblinie
Ogólnokształcące Liceum Lotnicze im. Franciszka Żwirki i Stanisława Wigury w Dęblinie – jedno z dwóch istniejących wojskowych liceów ogólnokształcących, zarazem jedyne przygotowujące kandydatów do studiowania w Lotniczej Akademii Wojskowej, utworzone w 1972.

## Historia

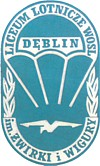
LO Dęblin

Liceum powstało z inicjatywy gen. bryg. pil. Józefa Kowalskiego, który wystąpił do MON z propozycją utworzenia Liceum Lotniczego jako szkoły eksperymentalnej. Szef Sztabu Generalnego WP wydał w dniu 3 sierpnia 1972 rozkaz do utworzenia liceum. Gen. Kowalski – komendant-rektor Wyższej Oficerskiej Szkoły Lotniczej wydał 3 września 1972 rozkaz, na mocy którego utworzono Liceum Lotnicze. zajęcia rozpoczęły się 11 września. Pierwszym dyrektorem liceum został ppłk Kazimierz Gorzelnicki. Pierwszy rocznik rozpoczynający naukę liczył osiemdziesięciu dziewięciu uczniów w trzech klasach. Sale lekcyjne, internat i stołówka mieściły się w budynku Pałacu Jabłonowskich (dzisiejszy Klub Garnizonowy), który stał się w ten sposób historyczną, bo pierwszą, siedzibą szkoły. Nauczycielami byli oficerowie-nauczyciele akademiccy WOSL.
Liceum funkcjonowało w oparciu o ramowy statut liceum zawodowego oraz przepisy zarządzenia Ministrów Oświaty i Wychowania oraz Obrony Narodowej z dnia 17 sierpnia 1973 roku. Na podstawie wspomnianego zarządzenia eksperymentalne liceum zawodowe otrzymało nazwę „Liceum Lotnicze przy Wyższej Oficerskiej Szkole Lotniczej im. Jana Krasickiego w Dęblinie”. Placówka realizowała czteroletni program nauczania szkoły średniej i kształciła w zawodzie „mechanik osprzętu lotniczego i urządzeń pokładowych samolotów”. Działalność dydaktyczna i wychowawcza była ukierunkowana na teoretyczne i praktyczne przygotowanie uczniów do służby w lotnictwie wojskowym. Warunkiem przyjęcia do klasy pierwszej było między innymi złożenie przez kandydata pisemnego zobowiązania, potwierdzonego przez przedstawiciela ustawowego, do wstąpienia po ukończeniu nauki w Liceum Lotniczym do Wyższej Oficerskiej Szkoły Lotniczej w charakterze kandydata na żołnierza zawodowego, a gdyby nie pozwalał na to stan zdrowia – do innej wyższej oficerskiej szkoły.

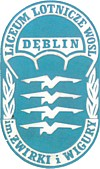
LO Dęblin

Wiosną 1973 utworzony został Aeroklubu Orląt, który już w lipcu 1973 zorganizował dla uczniów pierwszy obóz spadochronowy i szybowcowy na lotnisku Ułęż. W 1974 stanowisko dyrektora objął ppłk Emil Początek, szkołę z internatem przeniesiono do nowego budynku. Uczniowie otrzymali pełne umundurowanie. W 1976 stanowisko dyrektora objął ppłk Bonifacy Sych. Zainteresowanie szkołą nasilało się, podjęto decyzję o powołaniu filii dęblińskiego liceum. 1 września 1979 powstało Liceum Lotnicze w Zielonej Górze. Filia po 1982 otrzymała status samodzielnej placówki oświatowej. 17 września 1981 liceum otrzymało sztandar oraz nadano jej imiona zwycięzców Challenge Franciszka Żwirki i Stanisława Wigury. W 1983 oddano do użytku nowoczesny, wielopiętrowy budynek internatu. W 1984 liceum otrzymało kolejny budynek dydaktyczny, w którym mieściło się do końca roku szkolnego 2001/2002. W 1985 stanowisko dyrektora objął płk pil. Janusz Ziółkowski. Nastał okres rozwoju i zmian organizacyjnych. W 1992 przekształcono szkołę z liceum zawodowego w liceum ogólnokształcące o profilu matematyczno-fizycznym, powstały nowe klasopracownie. 

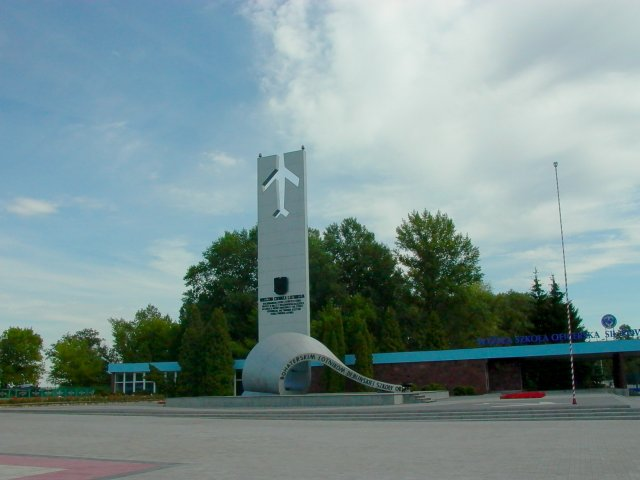
Pomnik Bohaterskim Lotnikom Dęblińskiej Szkoły Orląt i Liceum Lot.

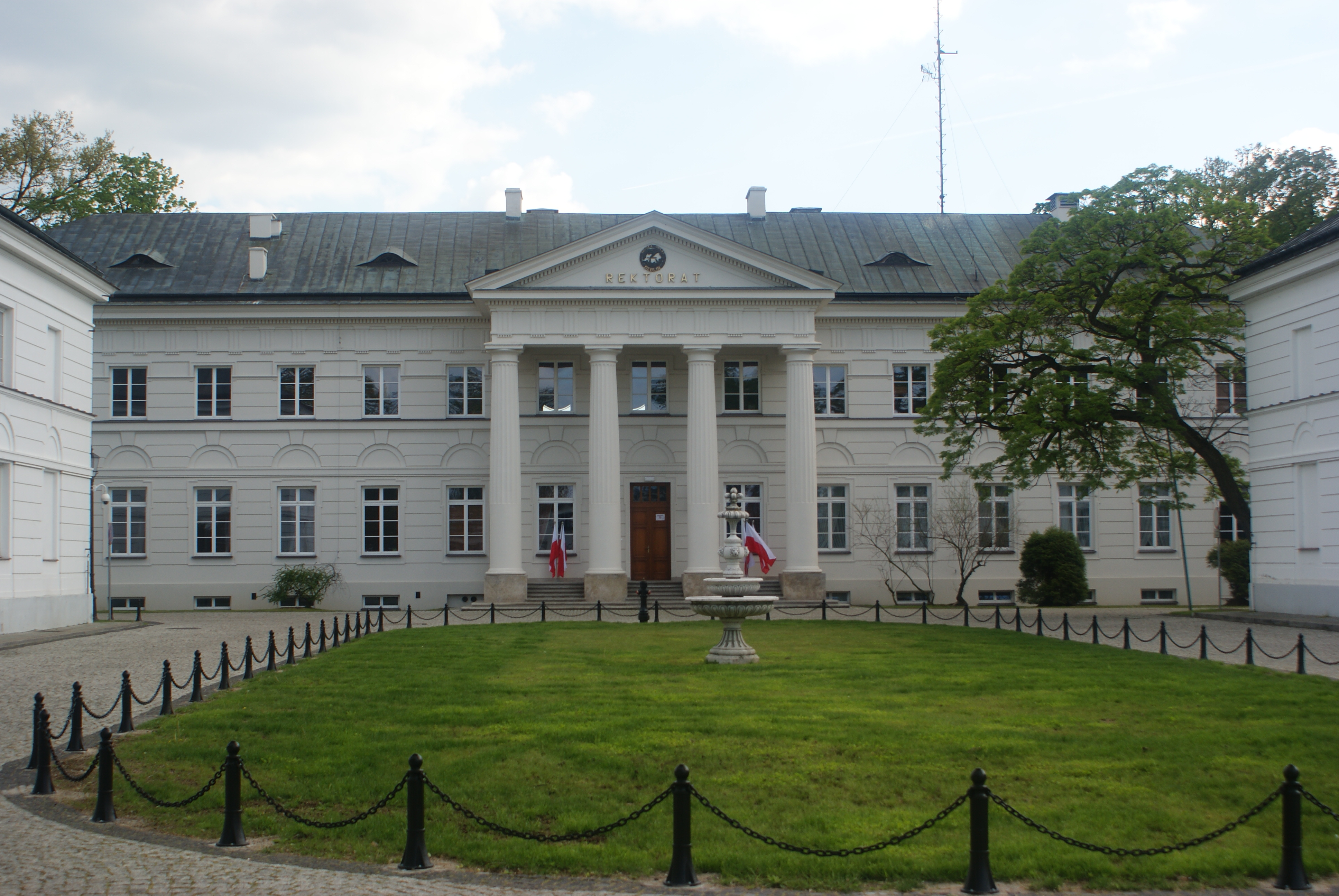
Liceum Lotnicze przy LAW – rektorat

W 1997 dyrektorem został ppłk pil. Andrzej Krajewski. Szkoła była zagrożona likwidacją, zmniejszyła się liczba uczniów, redukowano zatrudnienie. Liceum przeszło kompleksową wizytację dokonaną przez Kuratorium Oświaty i Wychowania w Lublinie. Wynik kontroli był bardzo dobry. Z dniem 1 września 2003 przekształcono Ogólnokształcące Liceum Lotnicze im. Żwirki i Wigury w Dęblinie w ponadgimnazjalne Ogólnokształcące Liceum Lotnicze im. Franciszka Żwirki i Stanisława Wigury w Dęblinie. W roku szkolnym 2003/2004 zmniejszono nabór uczniów do klas pierwszych, wprowadzono trzyletni cykl kształcenia oraz realizację rozszerzonych programów nauczania z wybranych przedmiotów. W 2006 stanowisko dyrektora ponownie objął płk pil. Janusz Ziółkowski. Od września 2007 w liceum lotniczym zorganizowano po raz pierwszy klasy w których naukę rozpoczęły uczennice. Od września 2010 Szkołę przeniesiono do budynku „Puchacz”, w którym znajduje się część dydaktyczna i internat. W marcu 2015 Ogólnokształcącemu Liceum Lotniczemu w Dęblinie przyznano certyfikat „Wiarygodna Szkoła” oraz tytuł „Srebrna Szkoła 2015”. W roku 2015 stanowisko dyrektora objął ppłk rez. mgr inż. Andrzej Jaworski. 
24 kwietnia 2016 został poświęcony sztandar Liceum Lotniczego w Dęblinie przez kapelana Parafii Wojskowej w Dęblinie. Symbolicznego wbicia gwoździ w drzewcu sztandaru dokonali rodzice chrzestni: Ewa Błasik, żona śp. generała pilota Andrzeja Błasika (dowódcy Sił Powietrznych RP w latach 2007-2010, absolwenta szkoły) i gen. dyw. rez. dr hab. Krzysztof Załęski (były szef Sztabu, zastępca dowódcy Sił Powietrznych, absolwent Liceum Lotniczego). Sztandar został przekazany przez dyrektora dla pocztu, który następnie zaprezentował dla całego stanu osobowego Szkoły i uczestnikom uroczystości. 19 października 2019, 74 uczniów Ogólnokształcącego Liceum Lotniczego w Dęblinie złożyło ślubowanie na sztandar szkoły. W 2020 szkoła uplasowała się na 284 miejscu w kraju i 14 w województwie lubelskim w 22 rankingu miesięcznika „Perspektywy”. W dniu 6 lipca 2020 na cmentarzu komunalnym w Dęblinie odbyło się ostatnie pożegnanie dyrektora szkoły pułkownika Bonifacego Sycha. W dniu 20 maja 2022 odbyła się w szkole X Konferencja Naukowa pt. „Edukacja patriotyczna młodzieży. 50 lat Ogólnokształcącego Liceum Lotniczego w Dęblinie – Szkoła i Absolwenci”.
W 2023 otrzymało Medal „Milito Pro Christo”.

## Charakterystyka szkoły[16][17]
Ogólnokształcące Liceum Lotnicze jest szkołą ponadpodstawową, a jej organem prowadzącym jest Minister Obrony Narodowej. Absolwenci podejmują studia w Lotniczej Akademii Wojskowej w Dęblinie. Szkoła realizuje w zakresie rozszerzonym programy nauczania matematyki, fizyki i języka angielskiego. Uczniowie mają zagwarantowany bezpłatny internat, wyżywienie, opiekę lekarską i umundurowanie. Uczniowie uczestniczą w szkoleniu lotniczym, którego część praktyczna odbywa się w okresie wakacyjnym:
- po klasie II uczniowie wykonują skoki spadochronowe,
- po klasie III odbywają szkolenie szybowcowe,
- po klasie IV i po uzyskaniu odpowiedniej kategorii zdrowia (Z1A), absolwenci przechodzą selekcyjne szkolenie samolotowe.

### Działalność szkoły
Liceum Lotnicze jest szkołą średnią, gdzie realizowane są przedmioty przysposobienia wojskowego, obejmujące wiedzę i umiejętności z zakresu lotnictwa: modelarstwo, higiena lotnicza, angielska frazeologia lotnicza, kondycyjne przygotowanie do lotów oraz blok przedmiotowy „zarys wiadomości lotniczych”, składający się z historii lotnictwa, budowy i eksploatacji samolotu oraz awioniki. Uczniowie szkoły osiągają wysoką sprawność fizyczną poprzez realizację autorskiego programu wychowania fizycznego i kondycyjnego przygotowania do lotów. Ponadto w liceum organizowane są zajęcia dodatkowe, których oferta jest uzależniona od zainteresowań uczniów. Bardzo dużą popularnością cieszą się zajęcia sportowe i związane z wojskiem, takie jak: sekcja strzelecka, sekcja musztry paradnej oraz zajęcia na symulatorze samolotu F-16. Dwukrotnie w ciągu roku uczniowie przystępują do testów sprawnościowych, a ich zdanie warunkuje przystąpienie do wakacyjnego, bezpłatnego szkolenia lotniczego, biorą udział w wielu imprezach organizowanych przez środowisko wojskowe, poznają zagadnienia ceremoniału wojskowego.
W szkole organizowane są następujące zajęcia pozalekcyjne:
- zajęcia wyrównawcze i konsultacje
- zajęcia przedmaturalne
- koła przedmiotowe
- koła językowe
- pedagog szkolny
- doradztwo zawodowe
- biologia i higiena lotnicza
- koło techniki lotniczej
- koło modelarskie
- koło matematyczne
- symulator F-16
- lekkoatletyka
- sekcja strzelecka
- koło fizyczne
- sekcja pływacka
- „Latawiec” – koło redakcyjne
- koło kabaretowe
- siłownia

### Kadra dydaktyczna, obiekty szkoły
W szkole naucza kadra dydaktyczna złożona z doświadczonych pedagogów mającymi wysokie kwalifikacje zawodowe. Nadzór całodobowy nad młodzieżą sprawuje w internacie profesjonalny zespół wychowawców. Zajęcia przeprowadzane są z wykorzystaniem obiektów sportowych Ośrodka Szkolenia Kondycyjnego Lotniczej Akademii Wojskowej:
- dwie pełnowymiarowe sale sportowe do koszykówki i siatkówki
- pełnowymiarowa sala gimnastyczna (mata i przyrządy gimnastyczne)
- kryty basen
- boisko do piłki ręcznej
- cztery boiska do piłki koszykowej
- cztery boiska do piłki siatkowej
- ośrodek sprawności fizycznej (tor przeszkód)
- siłownia
- sala kondycyjnego przygotowania do lotów (koła reńskie, koła żyroskopowe, loopingi)

#### Oznaka roku nauki

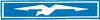
1 rok nauki
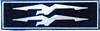
2 rok nauki
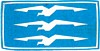
3 rok nauki
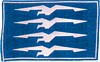
4 rok nauki

## Dyrektorzy LL i OLL
- ppłk mgr inż. Kazimierz Gorzelnicki (1972–1973)
- płk nawig. mgr Emil Początek (1973–1977)
- płk mgr Bonifacy Sych (1977–1985)
- płk pil. dr Janusz Ziółkowski (1985–1997)
- ppłk pil. mgr Andrzej Krajewski (1997–2006)
- płk rez. pil. dr hab. inż. Janusz Ziółkowski (2006–2015)
- ppłk rez. mgr inż. Andrzej Jaworski (2015–)

## Symbole Szkoły

### Sztandar
24 kwietnia 2016 po poświęceniu sztandaru dyrektor szkoły ppłk. Andrzej Jaworski przekazał go pocztowi sztandarowemu OLL. Następnie poczet zaprezentował sztandar dla całego stanu osobowego Szkoły i uczestnikom uroczystości. Prawa strona sztandaru w barwach biało-czerwonych przedstawia godło państwowe - orła w koronie, z rozpostartymi do lotu skrzydłami. Po lewej stronie sztandaru znajduje się wizerunek samolotu, na którym patroni szkoły Franciszek Żwirko i Stanisław Wigura zwyciężyli Międzynarodowe Zawody Samolotów Turystycznych w 1932 r. Wokół widnieje nazwa szkoły Liceum Lotnicze im. Żwirki  Wigury Dęblin i na górze skrót  „WOSL” od nazwy Wyższa Oficerska Szkoła Lotnicza.

### Odznaka pamiątkowa
W trakcie nauki w Liceum Lotniczym w Dęblinie wręczane są odznaki:
- Odznaka Pamiątkowa OLL
- Odznaka OLL Spadochronowa
- Odznaka OLL Szybowcowa
- Odznaka „Dywizjonu”
- Odznaka Absolwenta Ogólnokształcącego Liceum Lotniczego

## Absolwenci OLL
Absolwenci LL pełnią służbę w Siłach Powietrznych RP oraz na szczeblach dowodzenia Sił Zbrojnych RP. Szesnastu absolwentów dostąpiło zaszczytu awansu na stopień generała, a wśród nich między innymi:
- Krzysztof Załęski
- Andrzej Błasik
- Sławomir Kałuziński
- Jerzy Piłat
- Mirosław Jemielniak
- Dariusz Maciąg
- Wojciech Pikuła
- Cezary Wiśniewski
- Krzysztof Cur
- Dariusz Ryczkowski
- Jacek Pszczoła